# Hemicythere
Hemicythere is een geslacht van kreeftachtigen uit de klasse van de Ostracoda (mosselkreeftjes).

## Soorten
- Hemicythere aleatoria Howe, 1951 †
- Hemicythere angulata Sars, 1866
- Hemicythere anterocostata Butler, 1963 †
- Hemicythere arborescens (Brady, 1865) Robinson, 1978
- Hemicythere auriloformis Hu, 1984 †
- Hemicythere bautonica (Zalanyi, 1913) Puri, 1953 †
- Hemicythere bellula Howe, 1951 †
- Hemicythere bicarina Smith, 1952
- Hemicythere bichensis Bold, 1963 †
- Hemicythere bidentata (Bosquet, 1852) Colin & Carbonel, 1992 †
- Hemicythere borealis (Brady, 1868) Puri, 1953
- Hemicythere boreokurila (Schornikov, 1974) Cronin & Ikeya, 1987
- Hemicythere brunnea (Brady, 1898) Puri, 1953
- Hemicythere brunnensis (Reuss, 1850) Turnovsky, 1954 †
- Hemicythere cairanni Carbonnel, 1969 †
- Hemicythere californiensis LeRoy, 1943 †
- Hemicythere cauveriensis Guha, 1968 †
- Hemicythere clavata (Sars, 1866) Sars, 1925
- Hemicythere costata (Brady, 1866)
- Hemicythere cribraria Howe, 1951 †
- Hemicythere croneisi Huff, 1970 †
- Hemicythere cruciata (Ruggieri, 1950) Ruggieri, 1953
- Hemicythere crystalriverensis Puri, 1957 †
- Hemicythere cymba (Brady)
- Hemicythere cymbaeformis
- Hemicythere foveata Hartmann, 1962
- Hemicythere francesca (Ulrich & Bassler, 1904) Malkin, 1953 †
- Hemicythere fulvotincta (Brady, 1880) Hornibrook, 1952
- Hemicythere gurjanovae Schornikov, 1974
- Hemicythere hazeli Brouwers, 1993
- Hemicythere hispida (Leroy, 1943) Valentine, 1976 †
- Hemicythere hornibrooki Swanson, 1969 †
- Hemicythere innominata (Brady, 1898) Benson, 1965
- Hemicythere kitanipponica (Tabuki, 1986) Irizuki, 1994 †
- Hemicythere kussakini Schornikov, 1974
- Hemicythere lemniscata Howe, 1951 †
- Hemicythere lienosa Howe, 1951 †
- Hemicythere lubrica Neil, 1994 †
- Hemicythere margaritifera (Mueller, 1894) Puri, 1953
- Hemicythere mirabilis (Klie, 1940)
- Hemicythere mota Howe, 1951 †
- Hemicythere nana Schornikov, 1974
- Hemicythere obesa (Lucas, 1931) Smith, 1952
- Hemicythere obesa Holden, 1967 †
- Hemicythere ochotensis Schornikov, 1974
- Hemicythere orientalis Schornikov, 1974
- Hemicythere parvitenuis Hornibrook, 1953 †
- Hemicythere patagonica Rossi De Garcia, 1967 †
- Hemicythere perforata (Zalanyi, 1913) Puri, 1953 †
- Hemicythere phrygionia Howe, 1951 †
- Hemicythere polkensis Puri, 1957 †
- Hemicythere posterovestibulata Schornikov, 1974
- Hemicythere pulchella (Brady, 1868) Puri, 1953
- Hemicythere punctata Puri, 1957 †
- Hemicythere quadrinodosa Schornikov, 1974
- Hemicythere rekaensis Cronin, 1991
- Hemicythere rubida (Brady, 1868) Athersuch, Horne & Whittaker, 1989
- Hemicythere schreteri (Zalanyi, 1913) Puri, 1953 †
- Hemicythere sculpturata Puri, 1957 †
- Hemicythere secura Luebimova & Sanchez, 1974 †
- Hemicythere sellardsi Howe & Neill in Howe, Hadley et al., 1935 †
- Hemicythere sicula (Brady, 1902)
- Hemicythere skogsbergi Whatley, Moguilevsky, Chadwick, Toy, Ramos, 1998
- Hemicythere strandentia Tressler & Smith, 1948
- Hemicythere subangusta (Zalanyi, 1913) Puri, 1953 †
- Hemicythere taeniata Skogsberg, 1928
- Hemicythere tarakohensis Hornibrook, 1952
- Hemicythere tenuicostata Neil, 1994 †
- Hemicythere truitti Tressler & Smith, 1948